# Robin Page

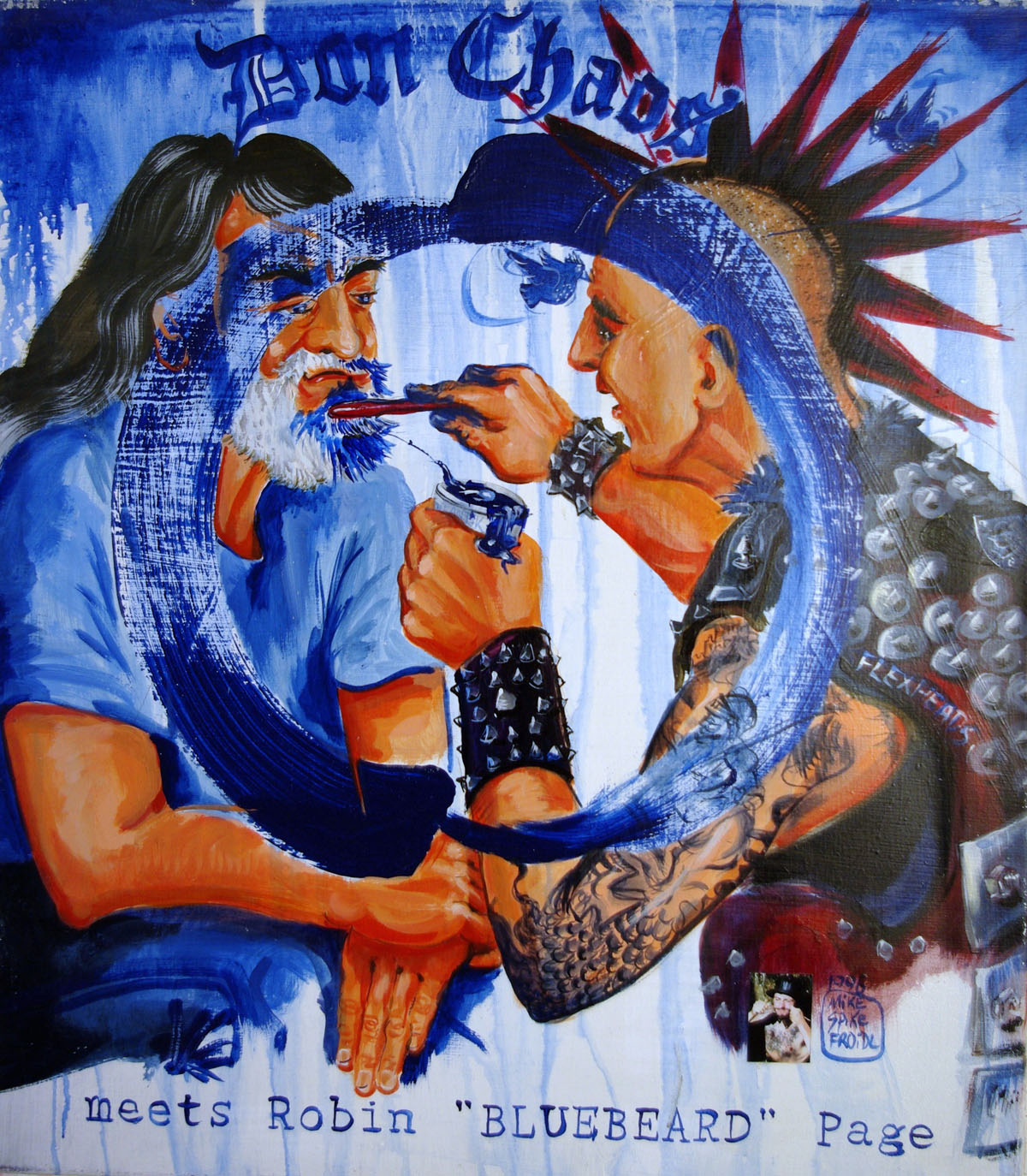
Mike Spike Froidl conoce a Robin "Barba Azul" Page.

Robin Frederick Page (2 de noviembre de 1932, Londres, Reino Unido - 12 de mayo de 2015, Canadá) fue un pintor y escultor británico-canadiense. Como profesor, estaba afiliado a varias academias de arte del Alemanas.
Page se hizo conocido como uno de los líderes del movimiento de arte Fluxus y fue el fundador del movimiento de arte Jape Art. Trabajó bajo su propio nombre, pero también bajo el seudónimo de Bluebeard (Barba Azul).